# Frances Barber
Frances Barber, född 13 maj 1958 i Wolverhampton, är en brittisk skådespelare.
Barber har bland annat medverkat i TV-serien Kustpärlans mysterier (2021-2022). Hon har även medverkat i filmerna Photographing Fairies från 1997 och Miss Marple – ett mord annonseras från 2004.

## Filmografi (urval)
- 1985 – Z00, liv skönhet död
- 1997 – Photographing Fairies
- 2003 – Boudica
- 2004 – Evilenko
- 2004 – Miss Marple – ett mord annonseras
- 2016 – Medici (TV-serie)
- 2021–2022 – Kustpärlans mysterier (TV-serie)
- 2023 – Dreamland (TV-serie)